# Giovanni Agnelli (azienda)
Giovanni Agnelli B.V. (originariamente Giovanni Agnelli S.r.l., poi Giovanni Agnelli e C. S.a.p.az.) è una società italiana di diritto olandese nata nel 1984 come società a responsabilità limitata e trasformatasi nel 1987 in società in accomandita per azioni, fondata da Gianni Agnelli ed attualmente posseduta da circa cento membri delle famiglie Agnelli e Nasi, discendenti del senatore Giovanni Agnelli, uno dei fondatori della FIAT.

## Storia
Nel 1984 la società nasce a Torino come una società a responsabilità limitata, la Giovanni Agnelli S.r.l., creata da Gianni Agnelli per collocare la quota maggioritaria dell'Istituto Finanziario Industriale, la holding finanziaria che controllava la FIAT.
Nel 1987 la Giovanni Agnelli S.r.l. viene trasformata in una società in accomandita per azioni, la Giovanni Agnelli e C. S.a.p.az.: i soci accomandatari sono i fratelli Gianni ed Umberto Agnelli, il loro cugino Giovanni Nasi, l'allora amministratore delegato della FIAT Cesare Romiti e l'allora amministratore delegato dell'IFI Gianluigi Gabetti, e soci accomandanti l'avvocato Franzo Grande Stevens e quasi tutto il resto della famiglia Agnelli. Con questa operazione il 70% dei titoli ordinari dell'IFI viene collocato nella nuova società in accomandita per azioni, che diventa la cassaforte della famiglia Agnelli.
Secondo lo statuto il comando della società in accomandita per azioni era in mano a Gianni Agnelli e, se egli non fosse più stato socio accomandatario, sarebbe dovuto passare al numero due, Giovanni Nasi che però morì nel 1995. Nella sua costituzione, inoltre, il fondatore Gianni Agnelli raccomanda che: "È auspicabile che i futuri accomandatari siano ricercati nell'ambito della famiglia; naturalmente fra coloro delle nuove generazioni che si siano distinti per operosità e per talento e raccolgano la fiducia della maggior parte dei soci".
Così nel 2003 quando Gianni Agnelli muore, viene designato nuovo presidente il fratello Umberto Agnelli. Alla scomparsa di Umberto dell'anno seguente, gli subentra Gianluigi Gabetti. Nel 2010 Gabetti lascia e diventa nuovo presidente John Elkann, nipote di Gianni Agnelli.
Nel 2016 viene trasferita la sede legale da Torino ad Amsterdam con la trasformazione della società, secondo il diritto societario olandese, in una besloten vennootschap con il nome Giovanni Agnelli B.V.

## Azionariato
Attualmente nell'azionariato della società possono essere individuate le seguenti dinastie:
- ramo Agnelli, discendenti di Edoardo Agnelli e Virginia Bourbon del Monte:
  - 38% - eredi di Gianni Agnelli (quota detenuta dalla Dicembre S.s. di John (60%), Lapo (20%) e Ginevra (20%));
  - 11,85% - eredi di Umberto Agnelli (Anna e Andrea)
  - 12,32% - Maria Sole Agnelli;
  - 5,05% - Cristiana Agnelli;
  - 5,11% - eredi di Susanna Agnelli;
  - 0,27% - eredi di Clara Agnelli Nuvoletti;
- ramo Nasi, discendenti di Carlo Nasi e Aniceta Caterina Agnelli:
  - 8,79% - eredi di Giovanni Nasi;
  - 6,26% - eredi di Laura Nasi Camerana;
  - 3,53% - Clara Nasi Ferrero de Gubernatis Ventimiglia;
  - 2,58% - eredi di Emanuele Nasi;
- 0,92% Fondazione Giovanni Agnelli;
- 6,93% azioni proprie.

## Partecipazioni
- Exor - (52,99% azioni ordinarie)
  - Stellantis 14,4%

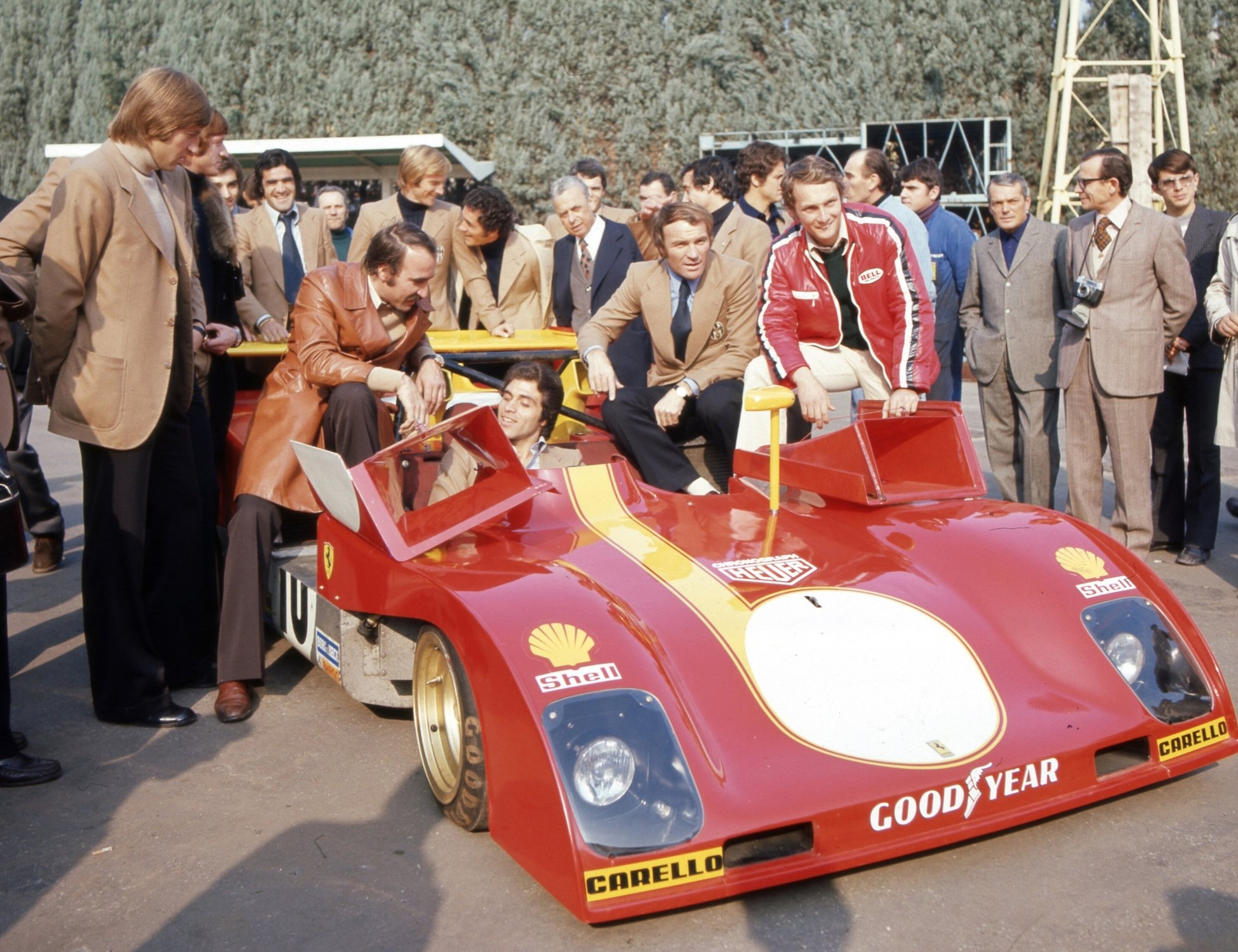
La in visita alla Ferrari, 3 novembre 1973: sia la squadra di calcio di Torino, dal 1923, sia la casa automobilistica di Maranello, dal 1969, fanno storicamente parte degli interessi della famiglia Agnelli.

  - CNH Industrial 26,95% (39,97% dei diritti di voto)
  - Ferrari 24,05% (32,7% dei diritti di voto)
  - Juventus Football Club 63,8%
  - The Economist 43,4%
  - Partner Re 100,00%
  - GEDI Gruppo Editoriale - 89,6%